# Michałowszczyzna (rejon oszmiański)

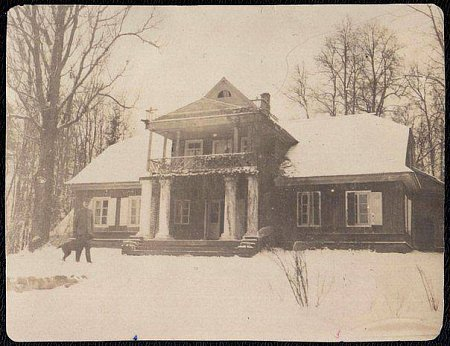
Dwór Skinderów (przed 1917 rokiem)

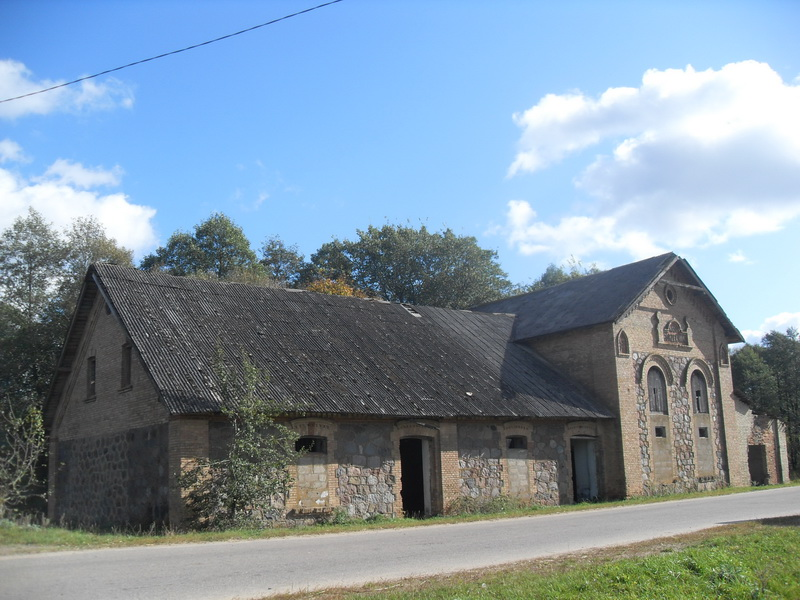
Gorzelnia z 1907 roku (2008)

Michałowszczyzna (biał. Міхайлоўшчына; ros. Михайловщина) – wieś na Białorusi, w obwodzie grodzieńskim, w rejonie oszmiańskim, około 27 km na południe od Oszmiany, nad rzeką Klewą, dopływem Gawii.
Siedziba parafii prawosławnej pw. św. Proroka Eliasza.

## Historia
W pierwszej połowie XVII wieku dobra te należały do klucza holszańskiego. W 1650 roku, w związku z długami Tomasza Sapiehy (1621–1654) wydzielono je i przyznano Mikołajowi Iszorze, który, wraz z żoną, z domu Jeleńską, przekazali ten majątek franciszkanom z Holszan. Darowiznę tę zakwestionował jednak syn p. Iszorowej z pierwszego małżeństwa, Konstanty Wołkanowski, który zagarnął majątek i mimo protestów zakonników podarował go swej żonie z domu Godebskiej, a ta sprzedała go swemu bratu Walerianowi Godebskiemu, skarbnikowi pińskiemu. Walerian stracił majątek w wyniku długów na rzecz ówczesnego właściciela Holszan, Franciszka Mosiewicza (~1670–?), marszałka lidzkiego. Wdowa po nim, Katarzyna z domu Kuncewicz, sprzedała folwark wraz z kilkoma innymi ich dzierżawcy, Małkowskiemu. W rękach tej rodziny Michałowszczyzna pozostawała przez kolejnych kilkadziesiąt lat. W 1804 roku była własnością Grzegorza Nesterowicza, następnie przeszła do jego córki Vietinghoffowej, która sprzedała ją Wituńskim. W 1815 roku majątek należał do Teresy Wituńskiej i jej syna Alfonsa. Później był własnością Jana Wituńskiego, a następnie jego córki Marii (?–1907), która wyszła za Konstantego Skindera (?–1915). Ostatnim właścicielem majątku był ich syn, Czesław Skinder (1883–1966).
Po reformie administracyjnej w latach 1565–1566 Michałowszczyzna weszła w skład powiatu oszmiańskiego województwa wileńskiego Rzeczypospolitej. Po II rozbiorze Polski w 1793 roku miejscowość znalazła się na terenie powiatu oszmiańskiego (ujezdu) guberni wileńskiej. Po ustabilizowaniu się granicy polsko-radzieckiej w 1922 roku wieś i majątek leżały w Polsce, w województwie wileńskim, w powiecie oszmiańskim, w gminie Holszany, od 1945 roku – w ZSRR, od 1991 roku – na terenie Republiki Białorusi.
W 1650 roku istniała tu cerkiew unicka. W 1876 roku, prawdopodobnie na miejscu tej drewnianej świątyni, zbudowano z cegły cerkiew prawosławną p.w. proroka Eliasza w stylu bizantyjsko-rosyjskim. Czteroelementowy korpus składa się z dzwonnicy (ośmiokąt na kwadracie), krótkiego przedsionka, kwadratowej nawy i prostokątnej ze ściętymi narożnikami apsydy. Szczyty dachów dzwonnicy i nawy ozdobione są kopułkami (makówkami). Cerkiew otoczona jest kamiennym murem. Wewnątrz ogrodzenia znajdują się resztki starego cmentarza.
W 1865 roku wieś liczyła 175 mieszkańców, w folwarku mieszkało 21 osób. W 1905 roku wieś liczyła 310 mieszkańców, 362 dziesięcin; folwark – 59 mieszkańców, 333 dziesięcin, własność Skindera. 
W 1931 wieś Michałowszczyzna została spisana łącznie z osadą Ryzgiszki – w 69 domach zamieszkiwało 378 osób. Majątek Michałowszczyzna został spisany łącznie z folwarkiem Tęczyn – w 4 domach zamieszkiwały 44 osoby.
W 2009 roku było 179 mieszkańców wsi.
Urodził się tu Alaksandr Siankiewicz.
W 1967 roku zbudowano tu, koło klubu, który już nie istnieje, pomnik upamiętniający 11 żołnierzy sowieckich z czasów II wojny światowej.

## Nieistniejący dwór
Niewielki, drewniany dwór wybudowano tu na przełomie XVIII i XIX wieku. Był to dom siedmioosiowy, na podmurówce o planie szerokiego prostokąta, przykryty wysokim, gładkim czterospadowym dachem gontowym. Od frontu miał szeroki portyk, którego dwie pary masywnych kolumn wspierały balkon i facjatkę. Później balkon zabudowano. Wyposażenie dworu zostało utracone w czasie I wojny światowej, w tym archiwum Skinderów sięgające 1646 roku. Nie wiadomo, czy dwór przetrwał II wojnę światową. W nim (albo w nowym budynku wzniesionym na fundamentach dworu) po wojnie istniał klub, który rozebrano w końcu lat 80. XX wieku.
Dom otaczał ze wszystkich stron park o powierzchni około 6 ha. Dwór był widoczny jedynie od strony głównej bramy wjazdowej, usytuowanej na jego osi. Między bramą a portykiem rozciągał się wielki, kolisty gazon z rabatami kwiatów i wielką donicą z agawą, otoczony szeroką drogą podjazdową. Przy prawym słupie bramy stał niewielki domek stróża. W najbliższym otoczeniu stały dwa inne budynki, zbudowane w tym samym czasie i w podobnym stylu. Jednym z nich była oficyna stojąca równolegle do dworu po stronie wschodniej. Od zachodu natomiast stał budynek lodowni, na planie kwadratu, przykryty wysokim dwuspadowym dachem gontowym. Główna część parku znajdowała się za domem, była zdominowana przez wielkie, stare drzewa, których wiek oceniano na 300 lat. W ogrodzie hodowano wiele roślin ozdobnych, jak jaśminowce, bzy, berberysy, róże i inne.
Zachowały się ruiny bram i resztki parku o powierzchni około 2 ha oraz rzędy drzew wzdłuż granic parku. Znaczną część dawnego folwarku zajmują obecnie sady. Z zabudowań gospodarczych do dziś zachował się zrujnowany budynek gorzelni z 1907 roku i naprzeciwko niewielki składzik gorzelniany, poza parkiem.
Majątek Michałowszczyzna został opisany w 4. tomie Dziejów rezydencji na dawnych kresach Rzeczypospolitej Romana Aftanazego.